# Aeroportul Municipal Fairfield
Aeroportul Municipal Fairfield (IATA: FFL, ICAO: KFFL, FAA LID: FFL) este un aeroport din Iowa, Statele Unite ale Americii ce deservește zona Fairfield⁠(d). A fost numit după zona deservită.
Situat la o altitudine de 244 m, aeroportul dispune de 2 piste.

## Infrastructură

### Piste
Aeroportul dispune de 2 piste. Pista 18/36 are suprafața de beton și dimensiunile 5.503 picioare × 100 picioare. Pista 08/26 are suprafața de Iarbă și dimensiunile 2.505 picioare × 140 picioare. 